# Elatostema vietnamense
Elatostema vietnamense är en nässelväxtart som beskrevs av Q.Lin och L.D.Duan. Elatostema vietnamense ingår i släktet Elatostema och familjen nässelväxter. Inga underarter finns listade i Catalogue of Life.